# Критична маса (колоездене)
 Тази статия е за събитието.  За понятието вижте Критична маса.  
„Критична маса“ е събитие, провеждано обикновено в последния петък на всеки месец в градове по целия свят.
На него велосипедисти, скейтъри, хора на ролкови кънки и други самоходни хора излизат масово по улиците. За първи път се организира в Сан Франциско, щата Калифорния, САЩ в петък, 25 септември 1992 г.
Проявата не е водена от никой и като група няма цели освен да се среща всеки месец и хората да се радват на сигурността и компанията на други хора чрез каране на колело, кънки и пътувайки през града заедно. Общата философия, изразена чрез широко използван лозунг, е „Не пречим на движението, ние сме движението.“
Възприема се като протестно движение.